# スタンフォード・ブリッジの戦い
スタンフォード・ブリッジの戦い（英: Battle of Stamford Bridge）は、ノルマン・コンクエストの直前の時期に起こったイングランドでの戦い。1066年9月25日に起こった。ハロルド2世が弟トスティに勝利した結果、トスティと支援者のノルウェー王ハーラル3世は戦死、ヴァイキング（ノルウェー人）はイングランドから追放された。しかし、ハロルド2世は10月14日に続くヘイスティングズの戦いで戦死し、ノルマンディー公ギヨーム2世がウィリアム1世として即位、ノルマン朝が始まった。

## 戦いまでの背景
1066年1月、イングランド王エドワード懺悔王が崩御したことでイングランド王位を巡る闘争が幕を上げた。エドワードの後継を称してイングランド王位を要求した北ヨーロッパ諸侯は複数おり、その中の1人はノルウェー王ハーラル・シグルズソンであった。当時の年代記であるアングロ・サクソン年代記（ウスター本）197ページによれば、ハーラル・シグルズソン率いるノルウェー軍は300隻の艦隊でイングランドに攻め寄せたとされる。しかし年代記の編者は軍艦と輸送船の区別がついていなかった可能性があり、当時のアイスランドの歴史家スノッリ・ストゥルルソンが記したノルウェー諸王のサガの1つヘイムスクリングラには、ハーラル王は200隻の軍艦とその他の輸送船・小型船を率いていたと記されている。ハーラル王率いるノルウェー艦隊は途中オークニーで増援部隊を集め、その時点で7,000人〜9,000人の軍勢となった。そしてイングランドに上陸するころには、トスティ・ゴドウィンソン率いるフランドル人・スコットランド人の軍勢がノルウェー軍に合流した。当時トスティは彼の兄で賢人会議によりイングランド王に選出されていたハロルド・ゴドウィンソンと仲違いをしており、1065年に自身の爵位であるノーザンブリア伯を没収され亡命生活を送っていた。1066年春にはイングランドに対して攻勢を仕掛けるも不発に終わるなどしており、兄ハロルド王に対して苦戦を強いられていたのだった。
1066年晩夏、ハーラル・シグルズソンとトスティ・ゴドウィンソンの率いる侵攻軍はウーズ川を遡上し、彼らを迎え撃たんとしたマーシア伯エドウィン・ノーザンブリア伯モールカー率いる5,000弱のイングランド軍をヨーク郊外のフルフォードにて撃破した。フルフォードでのノルウェー軍の勝利により、ヨークはハーラル王に降伏した。ハーラルたちはヨークを占領して街から人質と補給物資を得るとリクコールに軍船を戻した。ノルウェー軍はノーザンブリアと講和し、その見返りにハーラル・シグルズソンは自身のイングランド王位獲得に向けた支援を現地民に求めた。そしてヨークシャー地方全域からのさらなる人質を要求した。
一方この頃、イングランド王ハロルド・ゴドウィンソン（トスティンの兄）は南イングランドに滞在しており、フランスから攻めてくるであろうノルマンディー公ギョーム2世に対して迎撃体制を整えていた（ギョーム2世はエドワード懺悔王の正統なる後継者を自負していた諸侯の1人である）。ノルウェー軍の侵攻を知ったハロルドは、猛烈な勢いで北進を開始し、彼の直属の軍団や道中に徴兵した従士できる限りかき集めながら日に夜を継いで進軍した。ハロルドはロンドンからヨークシャーまで298キロ（185マイル）をたった4日で踏破し、ノルウェー軍の裏をかくことに成功した。ハーラル率いるノルウェー軍はスタンフォード・ブリッジに集結し、ヨークシャー各地から集めた人質と補給物資を集めようとしていることを理解したイングランド王ハロルドは、ヨークを通り過ぎてスタンフォード・ブリッジに陣を構えているノルウェー軍に攻勢を仕掛けようと先を急いだとされる。怒涛の勢いで迫り来るイングランド軍が視野に入るまでノルウェー軍はイングランド軍の存在に気づくことがなかった。

## 戦い

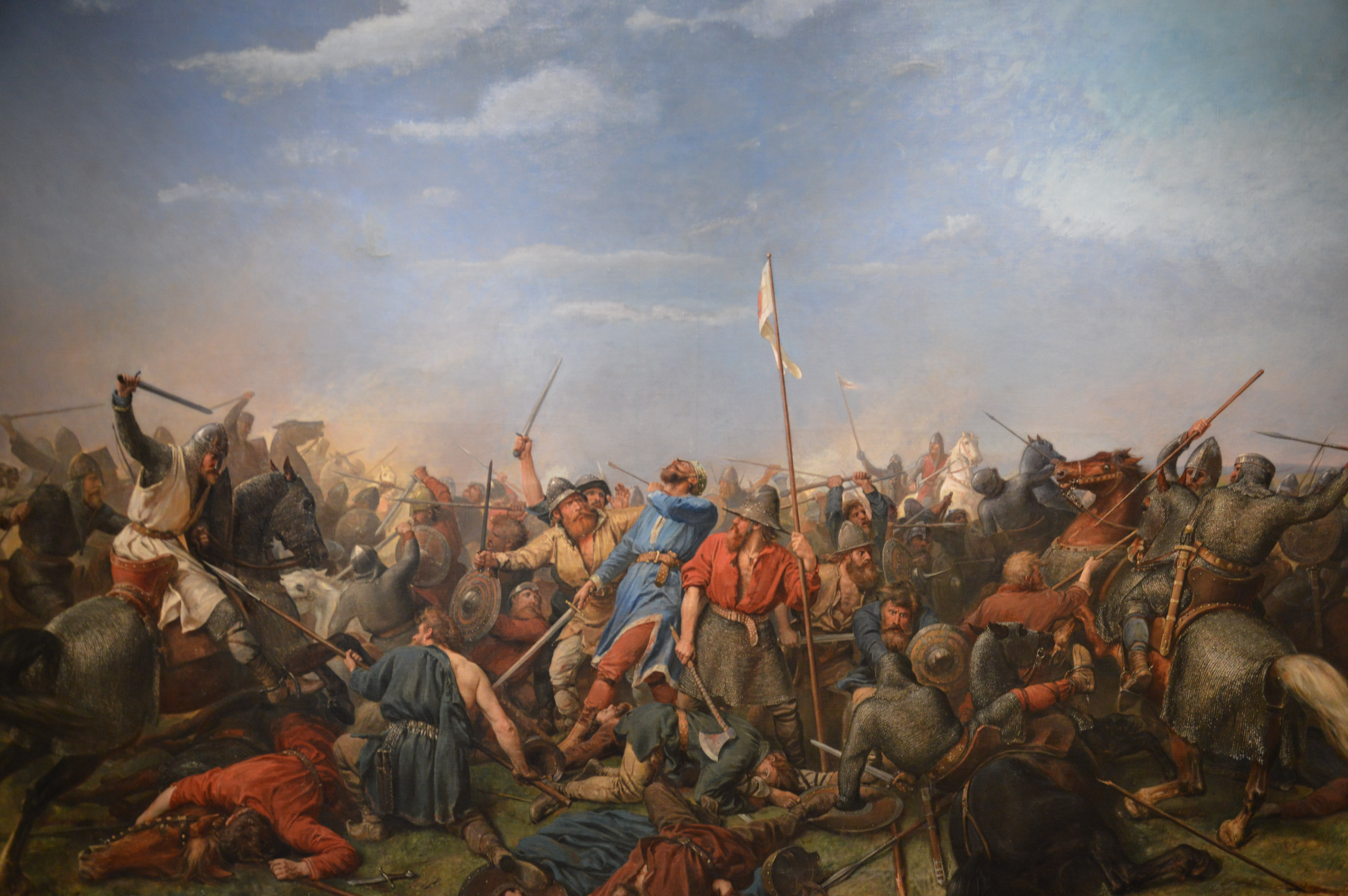
スタンフォード・ブリッジの戦い（1870年）
- en:Peter Nicolai Arbo作。

スノッリ・ストゥルルソンによれば、戦闘が交わされる前、ある1人の戦士がハーラル・シグルズソンとトスティの前にやってきたという。彼は名を名乗らなかったが、トスティに対して「ハーラル王と手を切るならばノーザンブリアの領地を返そう」と申し出た。トスティはその戦士に対して「はるばるイングランドまでやってきたハーラルに対して、兄のハロルド王は何を差し上げるのか？」と問いただした。その戦士は答えた。「彼は他の者より背が高い。それゆえに7フィートだけイングランドの土地をやろう。」と。そしてその戦士はアングロ・サクソンの陣営へと帰っていった。ハーラルはその戦士の大胆さに感銘を覚え、トスティにその戦士の名を問うと、トスティは「彼こそがハロルド・ゴドウィンソンだ」と答えた。
突然現れたイングランド軍にノルウェー軍は不意を突かれた。イングランド軍はノルウェー軍めがけて突き進んだが、両軍の間に存在した小橋を通り抜ける必要があり、その小橋が非常に混み合ったため進撃が遅れてしまった。アングロ・サクソン年代記によれば、デーン・アックスを持った大柄なヴァイキング戦士が小橋の上に立ち塞がり、イングランド軍をしばらく押し留めたという。この戦士は40人のイングランド兵を大きな戦斧でぶった斬り、橋の下に潜り込んだイングランド兵に橋の床板の隙間から槍で突き刺されてやっと倒れたという。
勇敢な1人の戦士のおかげでノルウェー軍は体制を整えることができ、盾を横一列に並べて壁のような戦列を作りイングランド軍の突撃を待ち構えた。ハロルド王率いるイングランド軍は小橋を渡り終え、盾を構えてノルウェー軍の戦列より少し短い戦列を構成し、ヴァイキングの盾の壁に目掛けて突撃した。戦場は橋からかなり離れた場所まで広がり、何時間も両軍は戦い続けた。しかし、ノルウェー軍は鎧を戦場から離れた陣に置いたまま軽装備で戦っていたためイングランド軍に比べて不利だった。突然、ノルウェー軍の戦列に裂け目が生じ、その裂け目にイングランド軍が雪崩れ込んだ。ノルウェー軍の盾の壁は一気に崩壊し、割れ目に雪崩れ込んでノルウェー軍の背後に回り込んだイングランド軍に囲まれた。ハーラル王は喉に矢を射られ、トスティともども討ち果たされた。ノルウェー軍は完全に崩壊し、イングランド軍に殲滅させられた。
戦闘後半、リクコールにてノルウェー軍船の守備を任されていたノルウェー貴族エイステイン・オーリが援軍として戦場に駆けつけた。エイステインはハーラル王の義子として期待されていたノルウェー・ヴァイキングであった。彼は配下の戦士を従え全速力でスタンフォード・ブリッジに駆けつけた。戦士の中には戦場にたどり着くまでに疲労困憊で死んだ者もいたという。エイステインは完全武装させた戦士と共に、ハーラル軍に攻勢を仕掛けるイングランド軍めがけて突進し、イングランド軍の攻勢を暫くの間阻止した。このエイスティン・オーリの活躍はオーリの嵐としてノルウェー人の間で語り継がれている。しかし、オーリの活躍も束の間、ノルウェー軍はイングランド軍に圧倒され、オーリ自身も戦死した。ノルウェー軍は敗走した。年代記によると、イングランド軍に追撃されたノルウェー軍の戦士の中には川を渡る途中に溺死してしまった者もいるという。
非常に多くの戦士が狭い戦場で戦死したため、戦闘から50年が経過しても戦場跡の土壌は白骨化した遺体のせいで白く見えていたという。

## 戦いの後

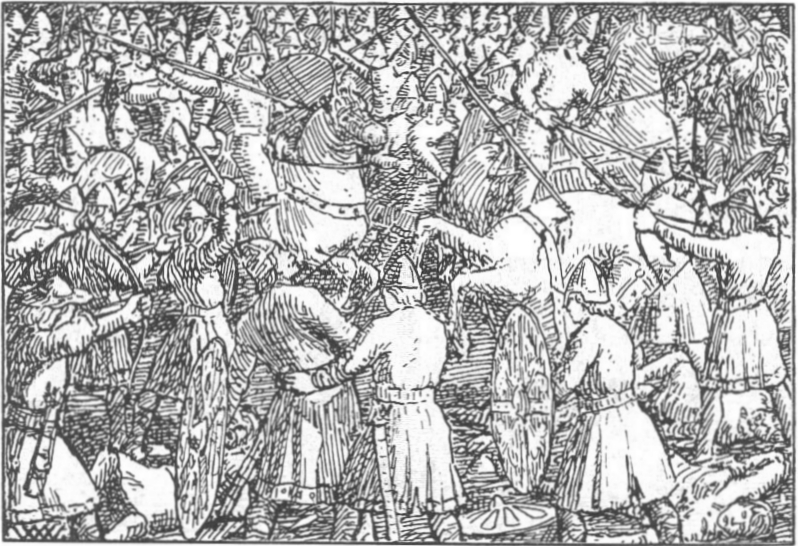
ヘイムスクリングラの一部分であるハーラル・苛烈王のサガの場面を描いたとされる19世紀の挿絵。

戦いののち、イングランド王ハロルドはノルウェー軍の残存部隊との間で平和条約を結んだ。ハーラル・シグルズソンの息子オーラブとオークニー伯ポール・トルフィンソンは、数少ないノルウェー軍の生き残りを率いてイングランドを後にした。ノルウェー軍の損害は甚大であり、遠征の際は300隻の船に満載にしてイングランドにやってきたのに対して、残った戦士を連れて帰るのにはたった24隻しか必要なかったという。ノルウェー軍はオークニーに撤退してその地で冬営し、オーラヴは春にノルウェーに帰還した。オーラブは、ノルウェー軍のイングランド遠征中ノルウェーに残って王国を統治していた兄弟マグヌス・ハラルドソンと王国を折半し、ノルウェー王国を兄弟2人で統治した。
一方、ハロルド王の輝かしい勝利は長くは続かなかった。スタンフォード・ブリッジの戦いから3日後の9月28日、ノルマンディー公ギョーム2世の軍勢がイングランド南岸のペヴェンジー湾に上陸した。ノルマンディー軍の上陸の報を耳にしたハロルドは、急遽軍をまとめて南進し、ノルマンディー軍と対峙した。1066年10月14日、スタンフォード・ブリッジの戦いから3週間も経たないうちに、ハロルド王率いるイングランド軍はギョーム率いるノルマンディー軍に撃破された 。ハロルド王を含むイングランド軍の指揮官の多くは討死し、ギョーム2世のノルマン・コンクエストが円滑に進む要因となった。1066年のクリスマス、ギョーム2世はついにイングランド王の座に就いた。彼はイングランド王としてウィリアム1世と名乗り、現在も続くイギリス王朝の祖となるノルマン朝イングランド王国を建国した。